# Belgische Zeemansbond
De Belgische Zeemansbond (Frans: Syndicat belge des Marins) was een Belgische vakbond aangesloten bij de Syndikale Kommissie.

## Geschiedenis
De organisatie ontstond na een spontane staking in 1907 te Antwerpen. In september 1911 werd Christ Mahlman aangesteld als bestendig secretaris, onder zijn impuls werd een afdeling opgericht van de "Engelse Zeemansbond" te Antwerpen. Succesvolle acties tegen de shipping-masters en boarding-housekeepers, alsook de realisatie van loonsverhogingen op de Kongo-lijn en het feit dat aanwervingen voortaan moesten gebeuren via een aanwervingsbureau, deden het ledenaantal toenemen en in maart 1912 telde de organisatie ca. 2500 leden. Kort daarop werd Zeemansbond-secretaris Jan Chapelle vervolgd voor een overtreding op artikel 310 van het strafwetboek (dit artikel verbood het aanwenden van pressiemiddelen om loonsverhogingen te forceren of de vrijheid van arbeid en nijverheid aan te tasten). Hij werd hiervoor veroordeeld tot twee jaar gevangenisstraf, door te vluchten naar Engeland kon hij echter de strafuitvoering verhinderen.
Doordat de werkgevers op hun toegevingen waren teruggekomen volgde er in 1912 een nieuwe staking. Wederom volgde vervolgingen op basis van artikel 310 van het strafwetboek, ditmaal voor de secretarissen Willem Schonkeren en Christ Mahlman. Zij werden tot respectievelijk 18 en 12 maanden veroordeeld, het uitbreken van de Eerste Wereldoorlog verhinderde echter de strafuitvoering. Omstreeks 1913 participeerde de vakbeweging in de stichting van de Belgische Transportarbeidersbond (BTB). Na de Eerste Wereldoorlog groeide de organisatie verder uit en werd de samenwerking met de Union des Officiers de la Marine Marchande (UOM). Midden de jaren 30 werd de collectieve arbeidsovereenkomst (cao) opgezegd en volgde er een algemene staking. Mede door bemiddeling van Paul Henri Spaak (BWP) kon vervolgens een significante loonsverhoging afgedwongen worden en werden de lonen aan de levensduurte gekoppeld.
Tijdens de Tweede Wereldoorlog opereerde de organisatie vanuit Engeland, alwaar ze samen met de Poolse, Nederlandse en Franse zusterorganisatie de Belgian, Dutch, French en Polish Transport Werkers Organisation (BDFP) vormde. In 1941 sloten ook de Denen aan en werd de afkorting van de organisatie BDDFP. Namens de BTB zetelden de Zeemansbond-secretarissen Jan Chapelle en Karel Van Spitaels in deze organisatie die onder auspiciën van de International Transport Workers' Federation (ITF) stond. Tijdens de oorlogsjaren boekte de organisatie grote successen. Zo werd er een loonsverhoging (war-bonus) gerealiseerd en verkreeg men een dagelijks wachtgeld voor zeelieden die tijdelijk schiploos waren. Tevens werd er een 'gemengde beroepscommissie voor de koopvaardij' opgericht en werden er besluitwetten gesloten over ziektevergoedingen, arbeidsongevallen en scheepsrampen. Op 11 juli 1945 fusioneerde de organisatie met de UOM in de schoot van de BTB. Omstreeks 1954 splitste de scheepsofficieren zich echter opnieuw af en verenigde zich in de UOMM binnen de BTB.

## Structuur

### Bestuur
De Belgische Zeemansbond maakte deel uit van de Syndikale Kommissie van de Belgische Werkliedenpartij (BWP). Daarnaast maakte ze vanaf 1913 deel uit van de Belgische Transportarbeidersbond (BTB). Algemeen secretaris was, vanaf 1919, Jan Chapelle.

### Ledenblad
Vanaf september 1907 werd het ledenblad De Zeeman uitgegeven.

## Bekende (ex-)leden
- Willem Schonkeren
- Jan Chapelle
- Christ Mahlman
- Karel Van Spitaels